# KOJI WADA DIGIMON MEMORIAL BEST
『KOJI WADA DIGIMON MEMORIAL BEST』（コウジ・ワダ・デジモン・メモリアル・ベスト）は、日本の歌手・和田光司のベスト・アルバム。

## 概要
- 和田光司が歌うアニメシリーズ『デジモンシリーズ』の楽曲を集めたベスト・アルバム。2017年1月25日発売、同年9月1日までの限定生産となる[1][2][3][4][5]。
『デジモンアドベンチャー』『デジモンアドベンチャー02』 『デジモンテイマーズ』『デジモンフロンティア』『デジモンセイバーズ』のテレビアニメ5作品、 劇場版アニメ『デジモンアドベンチャー tri.』の計6作品にて和田が担当した楽曲計19曲を収録している[1][2][3][4][5]。
『デジモンクロスウォーズ』の楽曲が収録されていないのはレーベルが異なるためとされている。
- 異なる2種類のジャケット『sketch1』『sketch2』が存在し、『sketch1』はデジモンシリーズのキャラクターデザインを手掛ける渡辺けんじ、『sketch2』は『tri.』のキャラクターデザインを手掛ける宇木敦哉が、それぞれ描き下ろした八神太一・アグモンのイラストである[1][2][3][4][5]。

## 収録曲
収録内容は『sketch1』『sketch2』ともに同一で、AiMとのデュエットである「an Endless tale」「遥かな贈りもの」、「未来への扉～あの夏の日から～」（AiM、Hassy、Sammy、谷本貴義、太田美知彦との合唱）以外、ボーカルはすべて和田のソロである。
| #         | タイトル                           | 作詞       | 作曲       | 編曲       |       |
| --------- | ---------------------------------- | ---------- | ---------- | ---------- | ----- |
| 1.        | 「Butter-Fly」                     | 千綿偉功   | 千綿偉功   | 渡部チェル |       |
| 2.        | 「FIRE!!」                         | 山田ひろし | 太田美知彦 | 太田美知彦 |       |
| 3.        | 「僕は僕だって」                   | 松木悠     | 千綿偉功   | 渡部チェル |       |
| 4.        | 「Butter-Fly(ピアノバージョン)」   | 千綿偉功   | 千綿偉功   | 渡部チェル |       |
| 5.        | 「遥かな贈りもの」                 | 大森祥子   | 千綿偉功   | 渡部チェル |       |
| 6.        | 「Seven」                          | 小山晃平   | 小山晃平   | 渡部チェル |       |
| 7.        | 「Butter-Fly (劇場サイズ#1)」      | 千綿偉功   | 千綿偉功   | 渡部チェル |       |
| 8.        | 「The Biggest Dreamer」            | 山田ひろし | 太田美知彦 | 太田美知彦 |       |
| 9.        | 「ヒラリ」                         | 和田光司   | IKUO       | SPM@       |       |
| 10.       | 「With The Will」                  | 大森祥子   | 渡部チェル | 渡部チェル |       |
| 11.       | 「Butter-Fly～Strong Version～」   | 千綿偉功   | 千綿偉功   | 渡部チェル |       |
| 12.       | 「Seven〜10th Memorial Version〜」 | 小山晃平   | 小山晃平   | 渡部チェル |       |
| 13.       | 「イノセント〜無邪気なままで〜」   | 松木悠     | 千綿偉功   | 渡部チェル |       |
| 14.       | 「an Endless tale」                | 山田ひろし | 太田美知彦 | 太田美知彦 |       |
| 15.       | 「風」                             | 和田光司   | 大久保薫   | 渡部チェル |       |
| 16.       | 「ターゲット〜赤い衝撃〜」         | 松木悠     | 太田美知彦 | 太田美知彦 |       |
| 17.       | 「未来への扉～あの夏の日から～」   | 和田光司   | 太田美知彦 | 太田美知彦 |       |
| 18.       | 「Seven〜tri.Version〜」           | 小山晃平   | 小山晃平   | 渡部チェル |       |
| 19.       | 「Butter-Fly〜tri.Version〜」      | 千綿偉功   | 千綿偉功   | 玉木千尋   |       |
| 合計時間: | 合計時間:                          | 合計時間:  | 合計時間:  | 合計時間:  | 74:23 |

## 曲解説
1. Butter-Fly
『デジモンアドベンチャー』オープニングテーマ・挿入歌[1][2][3][4][5]。
2. FIRE!!
『デジモンフロンティア』オープニングテーマ[1][2][3][4][5]。
3. 僕は僕だって
『デジモンアドベンチャー02』挿入歌[1][2][3][4][5]。
4. Butter-Fly(ピアノバージョン)
『デジモンアドベンチャー』挿入歌[1][2][3][4][5]。
5. 遥かな贈りもの 歌：和田光司&AiM
『デジモンフロンティア』挿入歌[1][2][3][4][5]。
6. Seven
作詞・作曲:小山晃平、編曲:渡部チェル
『デジモンアドベンチャー』挿入歌[1][2][3][4][5]。
7. Butter-Fly (劇場サイズ#1)
劇場版『デジモンアドベンチャー』主題歌[1][2][3][4][5]。
8. The Biggest Dreamer
『デジモンテイマーズ』オープニングテーマ[1][2][3][4][5]。
9. ヒラリ
『デジモンセイバーズ』オープニングテーマ[1][2][3][4][5]。
10. With The Will
『デジモンフロンティア』挿入歌[1][2][3][4][5]。
11. Butter-Fly～Strong Version～
アルバム初収録[1][2][3][4][5]。
12. Seven〜10th Memorial Version〜
アルバム初収録[1][2][3][4][5]。
13. イノセント〜無邪気なままで〜
『デジモンフロンティア』エンディングテーマ[1][2][3][4][5]。
14. an Endless tale 歌：和田光司&AiM
『デジモンフロンティア』エンディングテーマ[1][2][3][4][5]。
15. 風
『デジモンテイマーズ』挿入歌[1][2][3][4][5]。
16. ターゲット〜赤い衝撃〜
『デジモンアドベンチャー02』オープニングテーマ・挿入歌[1][2][3][4][5]。
17. 未来への扉～あの夏の日から～ 歌：和田光司、AiM、Hassy、Sammy、谷本貴義、太田美知彦
アルバム初収録[1][2][3][4][5]。
18. Seven〜tri.Version〜
『デジモンアドベンチャー tri.』第2章エンディングテーマ[1][2][3][4][5]
アルバム初収録。
19. Butter-Fly〜tri.Version〜
『デジモンアドベンチャー tri.』主題歌[1][2][3][4][5]。